# جزیره تلان
جزیره تلان (انگلیسی: Telan Island) یک جزیره در استان ماگادان کشور روسیه است.